# Ammobates mavromoustakisi
Ammobates mavromoustakisi är en biart som beskrevs av Popov 1944. Ammobates mavromoustakisi ingår i släktet Ammobates och familjen långtungebin. Inga underarter finns listade i Catalogue of Life.